# Nymphula metastictalis
Nymphula metastictalis là một loài bướm đêm trong họ Crambidae.